# Voir le sacré
Voir le sacré est une exposition temporaire du Louvre-Lens, en France, qui a lieu dans le Pavillon de verre, du 4 décembre 2013 au 21 avril 2014. Le thème de cette exposition, qui succède à Le Temps à l'œuvre, est le sacré. Cette exposition se distingue des autres par une faible nombre d'œuvres exposées, sept, et par une mise en valeur en conséquence un peu plus travaillée.
Les trois thèmes retenus, le rapport à l'avenir, le salut en question et les visions et apparitions, occupent chacun une des « bulles » du Pavillon de verre. L'œuvre majeure de cette exposition est le tableau Sainte Françoise Romaine annonçant à Rome la fin de la peste du peintre français Nicolas Poussin.

## Description

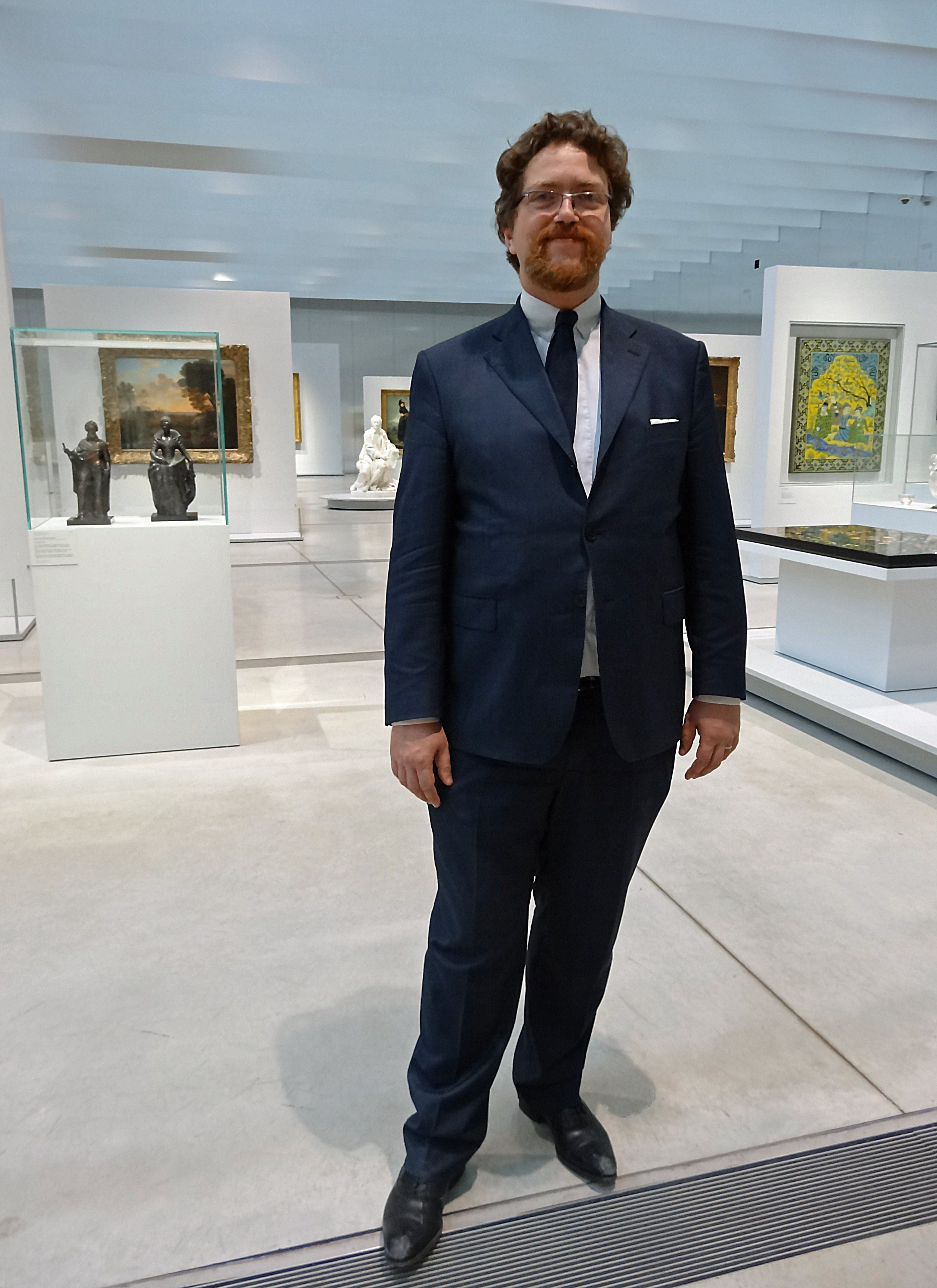
Xavier Dectot, photographié le jour de l'inauguration de cette exposition, dans La Galerie du temps.

L'exposition Voir le sacré se tient dans le Pavillon de verre au Louvre-Lens, du 4 décembre 2013, correspondant au premier anniversaire de l'inauguration du musée, jusqu'au 21 avril 2014,. Elle succède à l'exposition Le Temps à l'œuvre.
Elle s'appuie sur un faible nombre d'œuvres, sept, pour représenter trois thèmes déjà représentés dans La Galerie du temps : le rapport à l'avenir, le salut en question et les visions et apparitions. Ces thèmes sont respectivement illustrés par des œuvres de l'Antiquité, du Moyen Âge et de l'époque moderne,. Son objectif est de stimuler des réflexions sur la dimension sacrée de l'art, d'après le numéro 26 de Grande Galerie.
Trois œuvres, illustrant chacun de ces thèmes, ont été prêtées par différents départements du musée du Louvre. Le Château-musée de Boulogne-sur-Mer a prêté un ouchebti, représentant l'Antiquité, le musée de l'hôtel Sandelin de Saint-Omer a prêté deux mosaïques issues du tombeau de Guillaume de Flandre, représentant le Moyen Âge, et le musée des beaux-arts de Dunkerque Dunkerque un tableau, peint par Nicola Maria Rossi.
Xavier Dectot, directeur du Louvre-Lens, est le commissaire d'exposition,.

### Organisation de l'espace
Le Pavillon de verre est une salle rectangulaire ressemblant à une verrière, à l'intérieur de laquelle trois « bulles » de forme ovoïde sont installées. Pour cette exposition, la première expose les deux pièces de l'Antiquité, dans des vitrines et un mobilier noir ; la seconde, consacrée au Moyen Âge, voit les deux mosaïques déposées au niveau du sol, et entourées par une protection circulaire, et disposant d'une cerclage lumineux rouges. Enfin, le rouge foncé est la couleur dominante de la troisième bulle, qui expose les tableaux de l'époque moderne. Chaque « bulle » est dotée d'une borne multimédia.

Les différentes salles
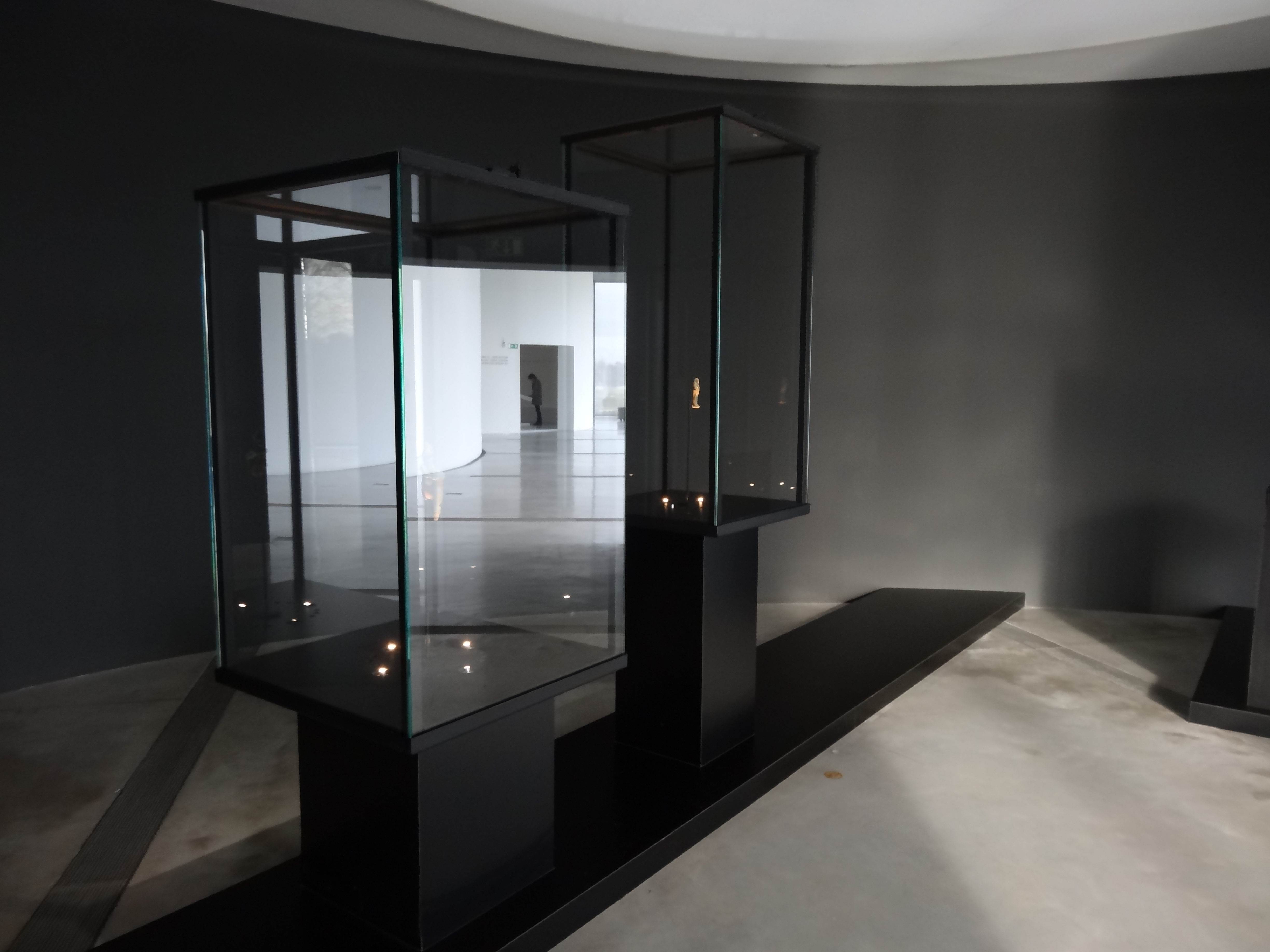
Antiquité : le rapport à l'avenir.
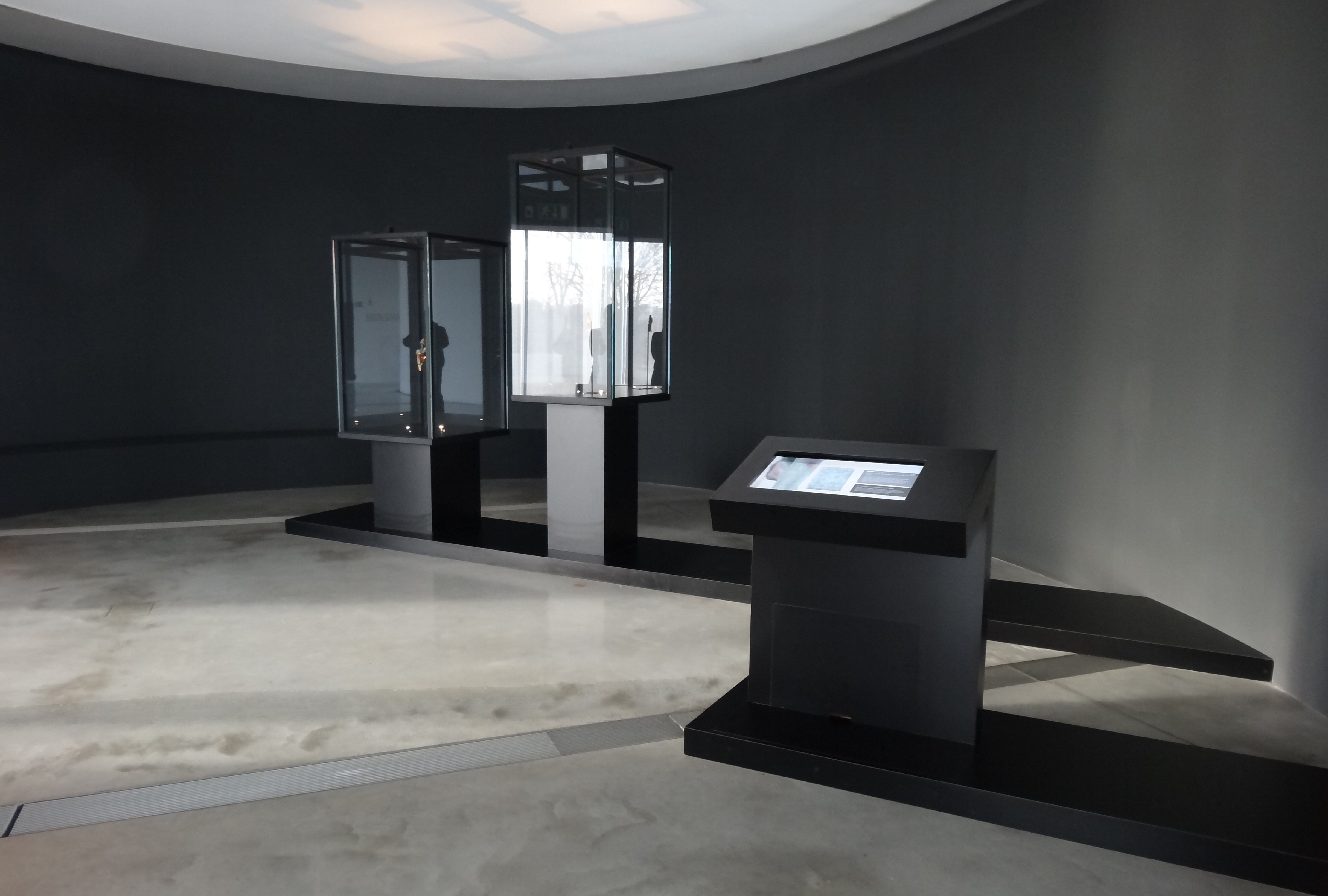
Antiquité : le rapport à l'avenir.
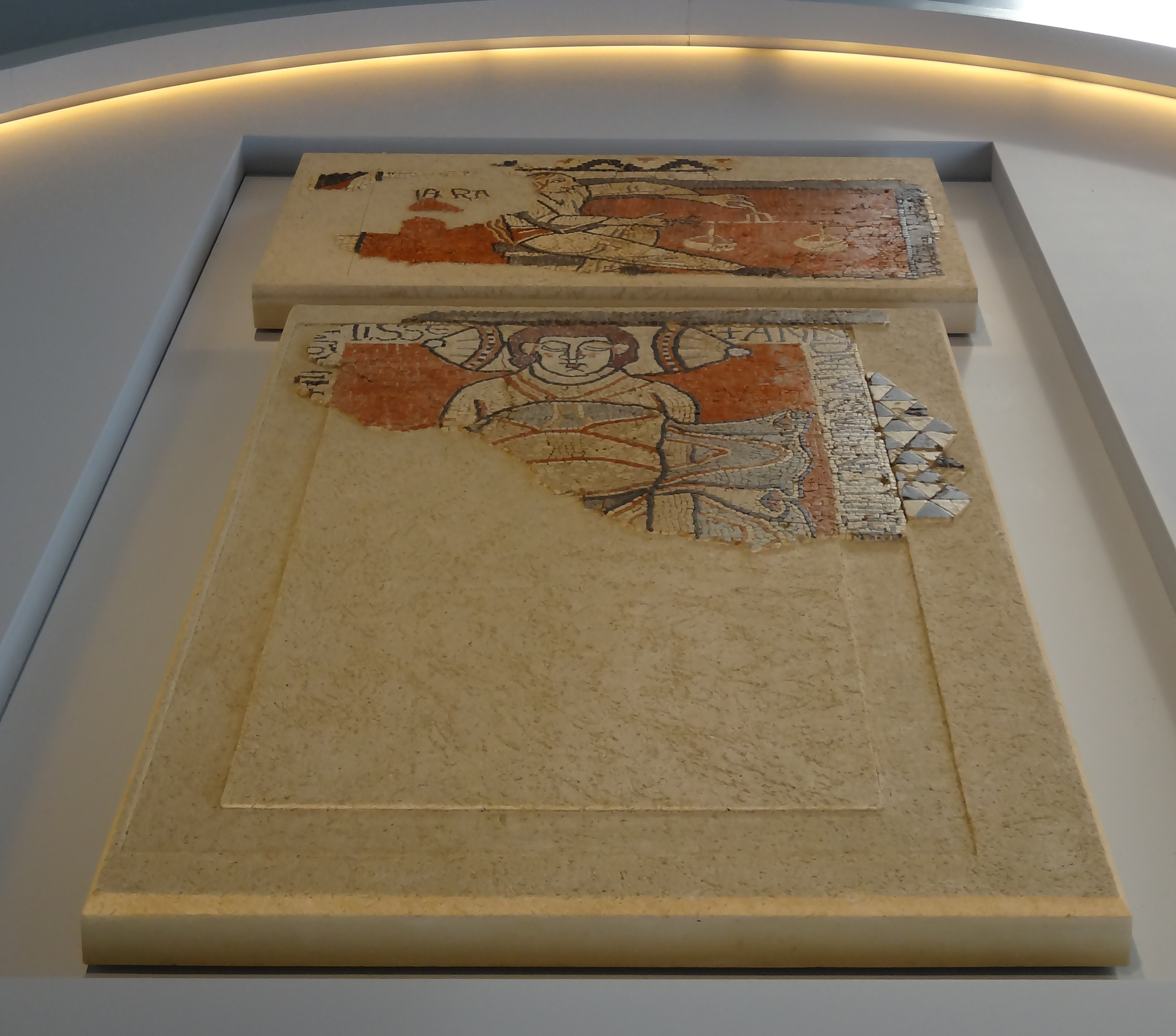
Moyen Âge : le salut en question.
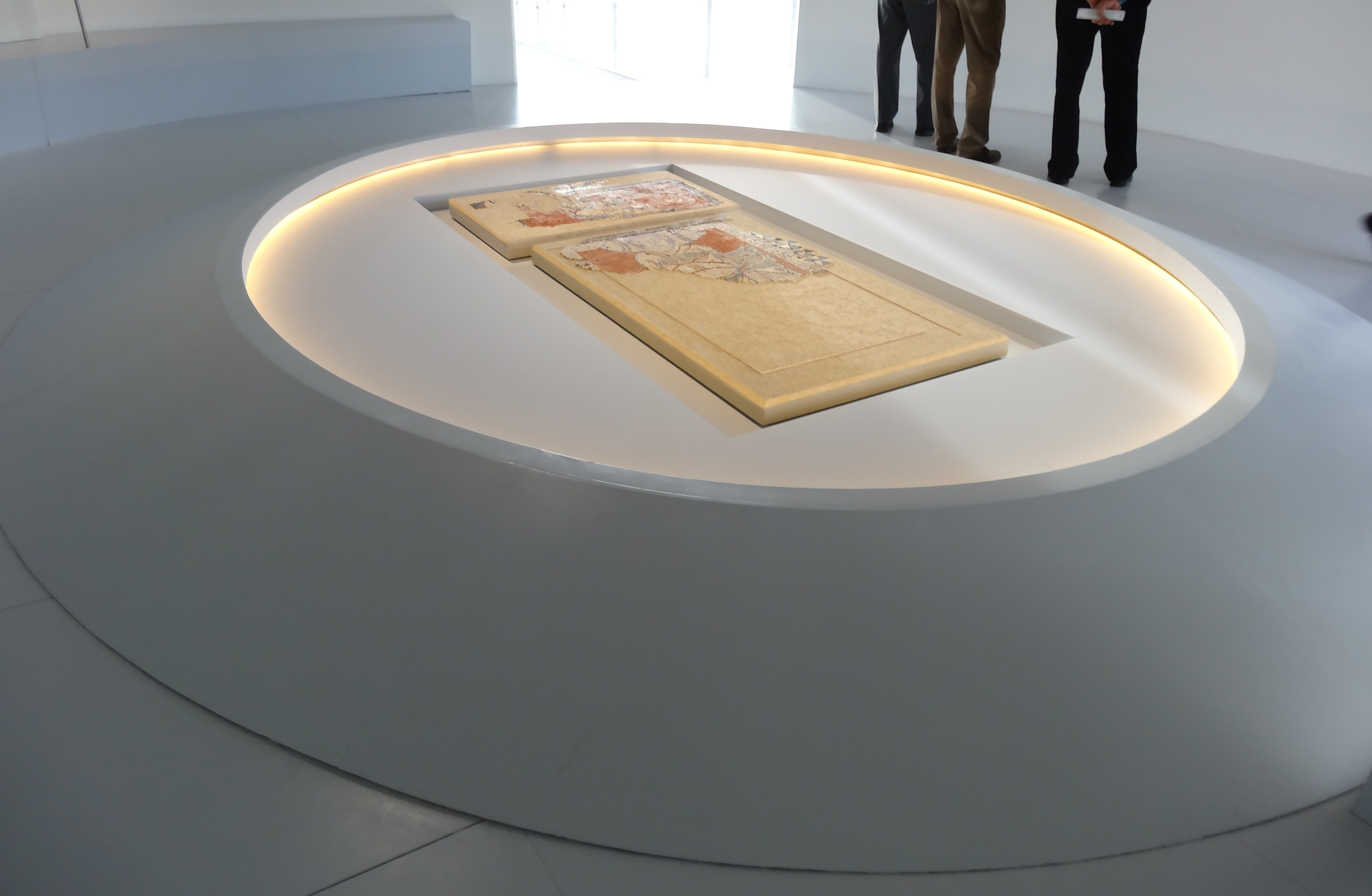
Moyen Âge : le salut en question.
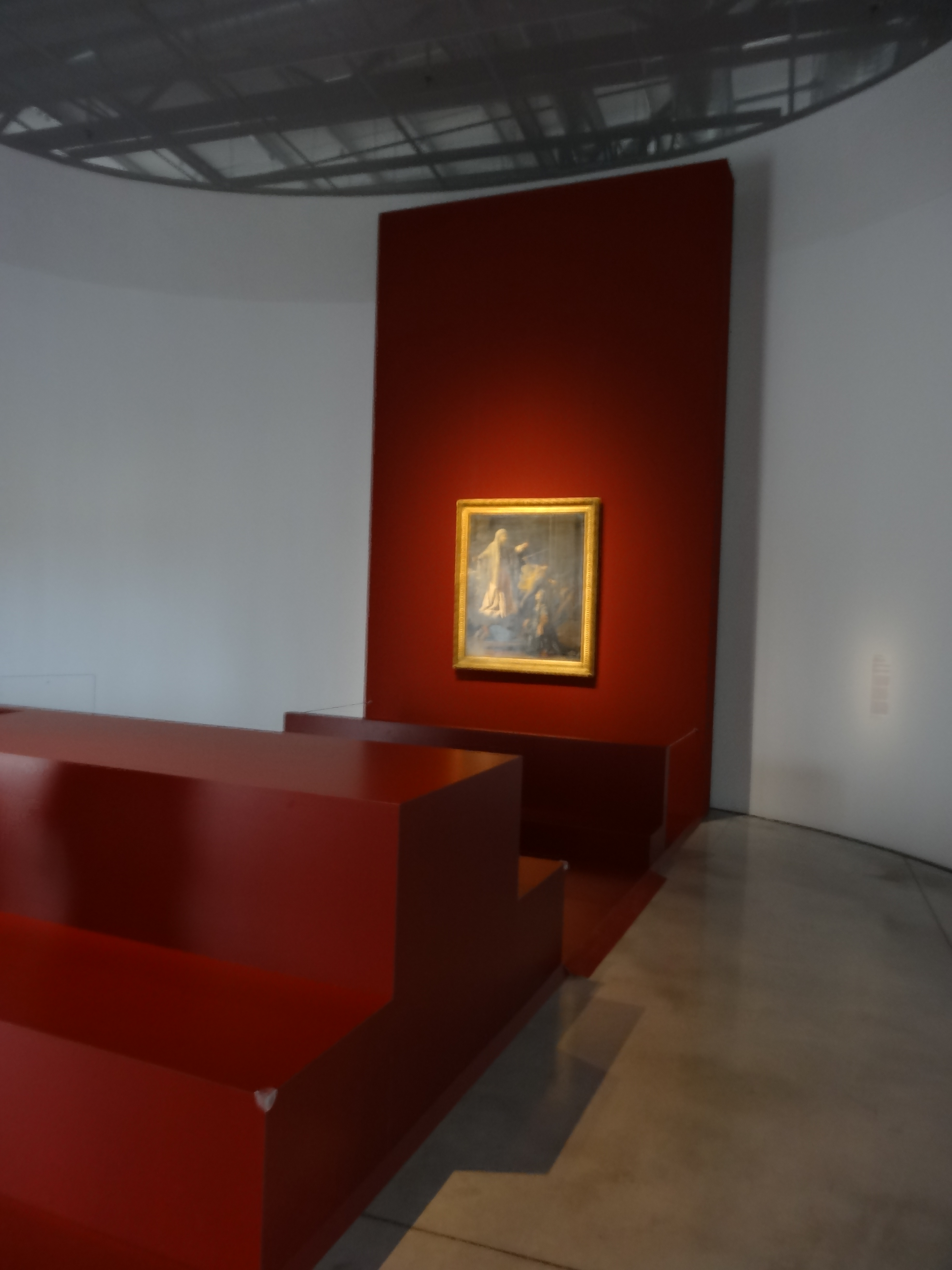
Époque moderne : visions et apparitions.
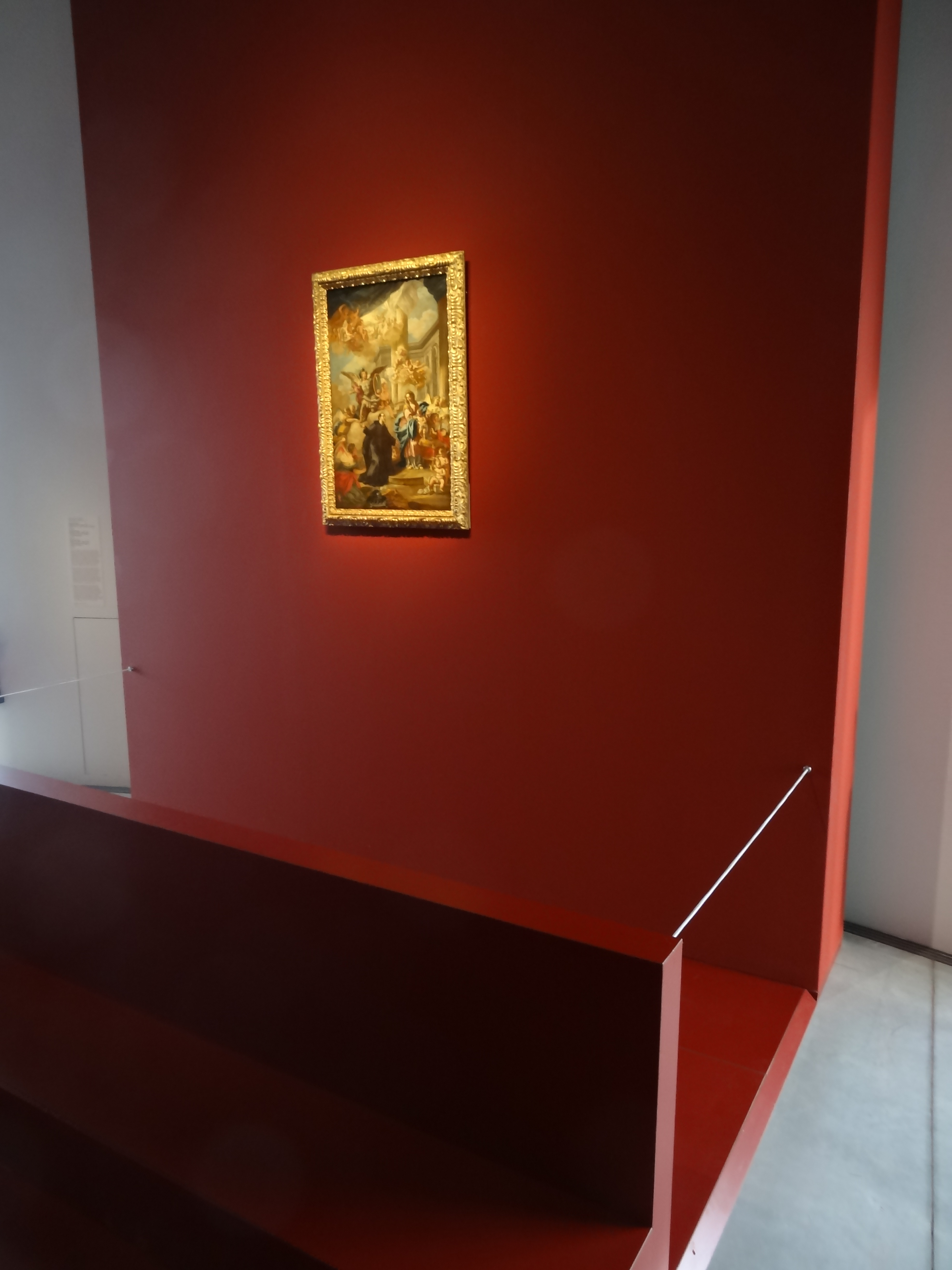
Époque moderne : visions et apparitions.

## Fréquentation
Aucune estimation de la fréquentation attendue n'a été communiquée. L'accès étant gratuit, le nombre de visiteurs correspond à celui visitant La Galerie du temps, chiffre comptabilisant le nombre de visiteurs du musée. 

## Liste des œuvres

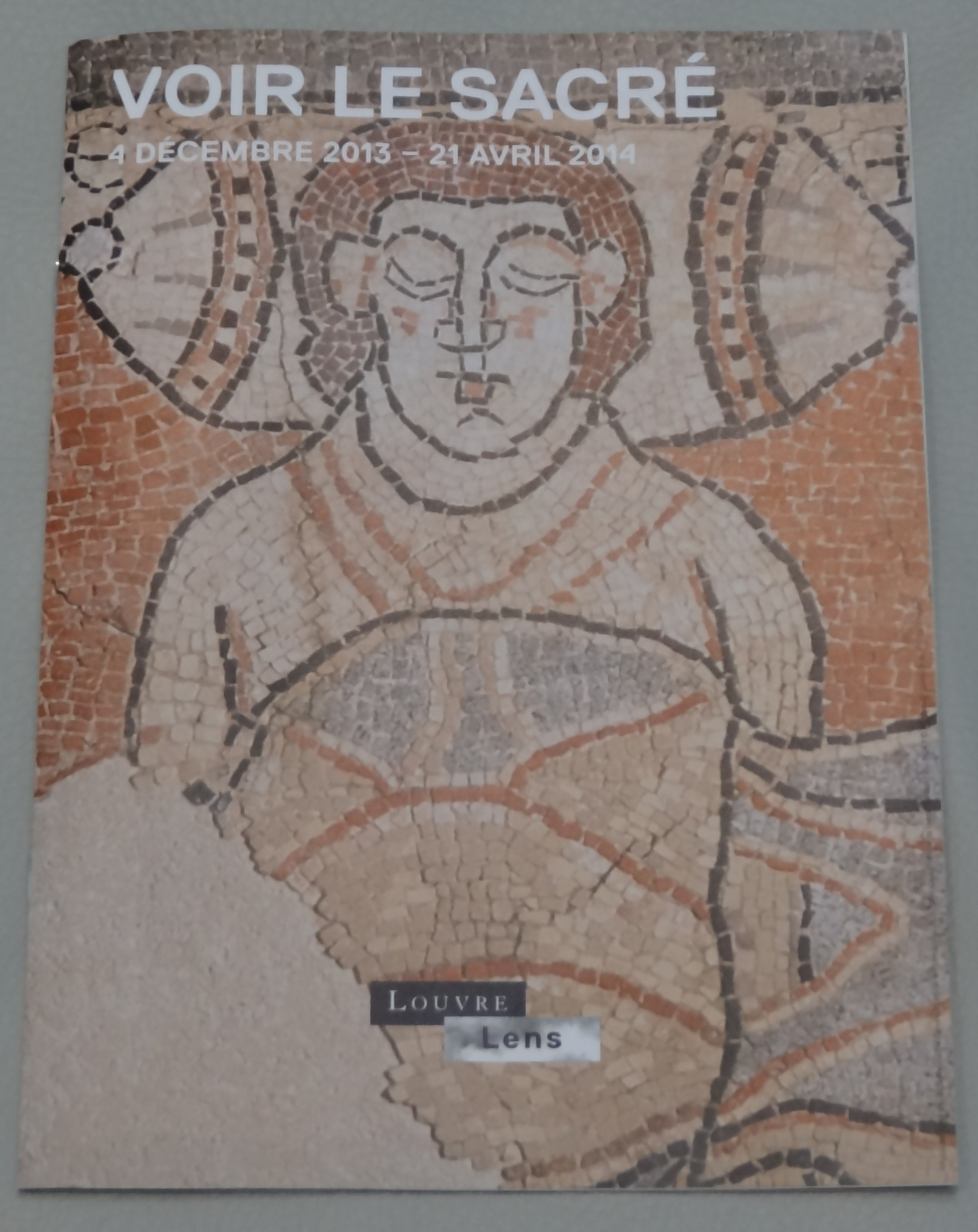
La brochure.

| Illustration | No | Titre                                                        | Artiste            | Origine géographique                  | Date                             | Technique/matériaux                                 | Dimensions                      | Numéro d'inventaire | Prêteur                                                       |
| ------------ | -- | ------------------------------------------------------------ | ------------------ | ------------------------------------- | -------------------------------- | --------------------------------------------------- | ------------------------------- | ------------------- | ------------------------------------------------------------- |
|              | 1  | Figurine de fondation au nom de Gudéa : dieu agenouillé      | inconnu            | Girsu, aujourd'hui Tello, Mésopotamie | vers 2120 av. J.-C.              | cuivre                                              |                                 | AO 260              | Paris, musée du Louvre, département des Antiquités orientales |
|              | 2  | Ouchebti                                                     | inconnu            | Égypte                                | 664-525 av. J.-C. (époque saïte) | céramique                                           |                                 | inv. 26/2           | Boulogne-sur-Mer, Château-musée                               |
|              | 3  | Fragment du tombeau de Guillaume de Flandre                  | inconnu            | Saint-Omer                            | vers 1109                        | mosaïque (tesselles de pierres et de pâte de verre) |                                 | inv. 1624.1         | Saint-Omer, musée de l'hôtel Sandelin                         |
|              | 4  | Fragment du tombeau de Guillaume de Norville                 | inconnu            | Normandie                             | 1310-1320                        | pierre calcaire                                     | H. 32 cm ; l. 34 cm ; pr. 11 cm | RF 4586             | Paris, musée du Louvre, département des sculptures            |
|              | 5  | Fragment du tombeau de Guillaume de Flandre                  | inconnu            | Saint-Omer                            | vers 1109                        | mosaïque (tesselles de pierres et de pâte de verre) |                                 | inv. 1624.8         | Saint-Omer, musée de l'hôtel Sandelin                         |
|              | 6  | Sainte Françoise Romaine annonçant à Rome la fin de la peste | Nicolas Poussin    |                                       | 1657-1658                        | huile sur toile                                     | H. 130 cm ; l. 101 cm           | RF 1999.1           | Paris, musée du Louvre, département des peintures             |
|              | 7  | L'Apparition de la Vierge à Joseph de Calasanz               | Nicola Maria Rossi |                                       | vers 1736                        | huile sur toile                                     |                                 | inv. BA.P.12        | Dunkerque, musée des beaux-arts                               |
| 1.           |    |                                                              |                    |                                       |                                  |                                                     |                                 |                     |                                                               |

## Publications
En raison du faible nombre d'œuvres présentées, il n'y a pas eu de catalogue d'exposition édité, juste une brochure décrivant l'exposition et ses sept œuvres. 